# چارگوش‌ماهی نرم
چارگوش‌ماهی نرم (نام علمی: Anacanthobatidae) نام یک تیره از راسته چارگوش‌ماهی‌سانان است.